# Fred Pallem
 (janvier 2018).
Si vous disposez d'ouvrages ou d'articles de référence ou si vous connaissez des sites web de qualité traitant du thème abordé ici, merci de compléter l'article en donnant les références utiles à sa vérifiabilité et en les liant à la section « Notes et références ».
Fred Pallem, né le  1er février 1973 à Houilles, est un compositeur, chef d'orchestre, arrangeur musical et musicien français.
Il est plus particulièrement connu pour la création et la direction du big band Le Sacre du Tympan.

## Biographie
Fred Pallem commence la musique à 14 ans en autodidacte, relevant des disques de pop-rock comme Pink Floyd, Chicago, Beatles. Puis il se tourne vers le jazz avec Duke Ellington, Charles Mingus, Herbie Hancock… Ses relevés lui permettent de comprendre les mécanismes de la composition et de l'orchestration.
En 1996, il entre au Conservatoire national supérieur de musique et de danse de Paris au département jazz et musiques improvisées afin de suivre les cours d'arrangement de François Théberge et de contrebasse de Jean-François Jenny-Clark. Il expérimente ses compositions pour des formations variées : orchestre symphonique, orchestre à cordes, quintette de saxophones, cuivres, big band... La même année, il devient le compositeur de la Troupe du Phénix, compagnie de théâtre et music-hall créée par Guillaume Cramoisan et Laurent Madiot. Il composera notamment les musiques originales de leurs spectacles La Nuit des rois de Shakespeare et Splendeur et mort de Joaquin Murieta de Pablo Neruda.
Il crée son orchestre Le Sacre du tympan en 1998 composé d'une vingtaine de jeunes musiciens rencontrés en majorité au CNSMDP. On y trouve entre autres Vincent Taeger, Rémi Sciuto, Médéric Collignon, Daniel Zimmermann, Christophe Monniot... Le nom de l'orchestre est évidemment un clin d'œil au Sacre du printemps d'Igor Stravinsky.
Parallèlement, Fred Pallem compose et arrange pour le cinéma, la télévision, la chanson et les spectacles vivants comme la revue du Crazy Horse Saloon mise en scène par Philippe Decouflé.

## Collaborations
Il a travaillé avec Philippe Decouflé, Bernard Lavilliers, Vanessa Paradis, Charles Aznavour, Melody Gardot, Polo & Pan, MC Solaar, Sébastien Tellier, Barbara Carlotti, Michel Legrand, Clarika, Piers Faccini, Charlotte Gainsbourg, Lou Doillon, Frederick Wiseman, Clara Luciani, Nosfell, Neil Hannon, Philippe Katerine, Alexis HK, Kent, Adamo, Julien Lourau, Vincent Ségal, Jeanne Cherhal, Catherine Ringer, Luz Casal, Chassol, Raphael Gualazzi, Alain Chamfort, Gérard Darmon, Claire Diterzi, Matthieu Chedid, André Minvielle, Gregory Porter, Renan Luce, Émilie Simon, Feist, Sanseverino, Vincent Peirani, Maurane, Joseph D'Anvers, David Linx, Vincent Delerm, Yael Naim, Yom, Ute Lemper, Sébastien Martel, Emily Loizeau, Antoine de Caunes, Édouard Baer, Hugh Coltman, Sandra Nkaké, Tom Poisson, Julien Doré, Olivia Ruiz, Mina Tindle, Carlos, Régine, Keren Ann, Zebda, Camille, Benoit Delbecq, Daniel Darc, Rodolphe Burger, Tony Allen, Thomas Fersen, JP Manova, Rona Hartner, JP Nataf, Dick Annegarn, Mathieu Boogaerts, Daphné, Juliette, Jane Birkin, Lio, Albin de la Simone, Orelsan, Anne Ducros, Noël Akchoté, Didier Wampas, Jeanne Moreau, Carmen Maria Vega, Jean Rochefort, Juliette Paquereau, Alice Lewis, Marcel Kanche, Féloche, Lucien Jean-Baptiste, Yuksek, Forever Pavot, Arthur Teboul, Klub des Loosers, Emel Mathlouthi, Léonie Pernet, Baptiste W. Hamon, Benjamin Siksou , etc.

## Distinctions
- 2019 : le Sacre du Tympan est lauréat Groupe de l'année aux Victoires du Jazz.
- 2018 : le Sacre du Tympan est nommé dans la catégorie groupe aux Victoires du Jazz.
- 2017-2022 : Président de la fédération Grands Formats.
- 2016 : Sociétaire définitif de la SACEM.
- 2010 : Grand prix de l'UNAC pour Ily A de Vanessa Paradis (composition Gaétan Roussel / arrangement Fred Pallem)
- 2008 : l'album La Grande Ouverture du Sacre du Tympan est nommé aux victoires du Jazz dans la catégorie albums.
- 2006 : avec le Sacre du Tympan, lauréat Révélation jazz 2006 aux Victoires de la musique
- 2000 : 1er prix d'orchestre (Le sacre du tympan) au concours de jazz de La Défense
- 2000 : 1er prix de composition au concours de jazz de La Défense
- 2000 : 1er prix du CNSMDP Classe de Jazz.

## Discographie

### Avec Le Sacre du Tympan
- 2024 : Cartoons, Le retour! Fred Pallem & le Sacre du Tympan,  (Train Fantôme / L'autre distribution)
- 2022 : X - Le Dixième -  Fred Pallem & le Sacre du Tympan, (Train Fantôme / L'autre distribution)
- 2020 : Racontent les Fables de La Fontaine Fred Pallem & le Sacre du Tympan  (Train Fantôme / L'Autre Distribution)
- 2019 : L'Odyssée Remix - feat. Yuksek, Domotic, Forever Pavot, Ojard, Tiger Tigre ... (Train Fantôme / L'Autre Distribution)
- 2018 : L'Odyssée (Train Fantôme / L'autre distribution)
- 2017 : Cartoons (Train Fantôme / L'autre distribution)

Coup de cœur Jeune Public automne 2017 de l'Académie Charles-Cros
- 2017 : Soul cinéma (Train Fantôme / L'autre distribution)(vinyle & version digitale)
- 2015 : François de Roubaix (Train Fantôme / L'Autre Distribution)
- 2011 : SoundTrax, (Music Unit / L'autre distribution)
- 2008 : La Grande Ouverture, Atmosphériques
- 2005 : Le Retour !, Label Bleu
- 2002 : Le Sacre du Tympan, Le Chant du Monde, Harmonia mundi

### Autres
2020
- Composition de la série d'animation Petit Malabar (saison 2) pour France Télévisions / Tchack Productions
- Session Unik Live avec Chassol, Magma, Barbara Carlotti

2019
- Orchestrations pour L'Orchestre National de Jazz Galaxie Ornette, dirigé par Frédéric Maurin
- Session Unik avec Mc Solaar (produit par FIP / Adami / Radio France)
- L'Odyssée Remix, exclusivité Disquaire Day 2019 (avec Yuksek, Forever Pavot, Domotic , etc.)
- Musique originale de la chaine de Canal + Novelas TV
- Concerto pour le quatuor de saxophones Habanera et ensemble d'harmonie

2018
- Composition de la série d'animation Petit Malabar (saison 1) pour France Télévisions / Tchack Productions

2017
- Composition, arrangements et réalisation pour l'album 5 minutes au paradis de Bernard Lavilliers (disque de Platine)
- Publicité Guerlain La petite robe noire avec Lou Doillon
- Arrangements et compositions de l'Album Refocus de Sylvain Rifflet (Verve/ universal Jazz)
- Arrangements de l'Album Imposture de Alice Lewis
- Musique du court métrage L'Amour Volant d'Antoine Denis (ASA Films)
- Musique du court métrage Le Monde durable sera culturel de Caroline Pauchant et Clémence Gandillot (Ministère de la Culture)

2016
- Bande originale du film Dieumerci ! de Lucien Jean-Baptiste (Vertigo Productions / Wild Bunch)
- Album de Lafayette Les Dessous féminins (Entreprise / Sony) : arrangements et co-réalisation
- Album de Clarika De quoi faire battre mon cœur (Athome / Wagram) : réalisation, compositions et arrangements
- Album d'Alexandre Chatelard Elle était une fois (Eos records) : arrangements et co-réalisation
- Album de Tom Poisson Comme des cerfs volants (LQCG / L'autre distribution)
- La revue des Sea Girls (Music Hall) : réalisation, compositions et arrangements
- Comédie Musicale Love Circus (arrangements et direction musicale) (Lule Music)

2015
- Alexandre Chatelard Le Bureau (Ekleroshock)
- Remix Les chemins de Katmandou, coffret Le Cinéma de Serge Gainsbourg (Universal)
- Alexis HK Georges et moi/Hommage à Brassens (La Familia)
- Concert création Paris Mélodies (avec Yael Naïm, Lavilliers, Katerine)/ La Philharmonie de Paris

2014
- Album de Bernard Lavilliers Acoustique  (Barclay / Universal)
- Album de Charles Aznavour Encores (Barclay / Universal)
- Théâtre musical La Troupe du Phénix Le Petit monde de Renaud (arrangements et direction musicale)
- Comédie Musicale Love Circus (arrangements et direction musicale) (Lule Music)
- Film Tu veux ou tu veux pas de Tonie Marshall (musique de Christophe Chassol et Philippe Cohen Solal)
- Album Chut ! Fait du Bruit !, Fabrice Martinez Quartet  (AJMI Live)

2013
- Album Baron Samedi, Bernard Lavilliers (Barclay/ Universal)
- Concert Hommage à Charles Trenet (Francofolies / France Inter)
- Album Chut !, Fabrice Martinez Quartet (Label Sans bruit)
- Arte : habillage de la chaîne, avec Hugh Coltman, Sandra Nkaké, Jeanne Added
- Concert Neil Young Never Sleeps, création La Clef / Jazz à la Villette avec Rodolphe Burger
- Long métrage Tirez la langue mademoiselle de Axelle Ropert (avec Barbara Carlotti & Philippe Katerine)
- Concert French Touch, création (Expo Musique et cinéma / Cité de la musique)
- Concert Soul Cinema, création La clef avec Hugh Coltman et Dom Farkas
- Album L'homme qui rêvait d'être une girafe, Tom Poisson, Le chant du monde/ Harmonia Mundi

2012
- Arte : Habillage de la chaine/ chorales de Noël (avec Sandra Nkaké, Hugh Coltman, Jeanne Added...)
- Album Tahiti Boy and the Palmtree Family Fireman-EP, Edge of Town Music
- Album Quai Numéro 5, Métamorphoses, Universal Classics
- Album Salvatore Adamo : La grande roue, Polydor/ Universal
- France Inter : générique On va tous y passer
- Album Barbara Carlotti : L'amour, l'argent, le vent, Atmosphériques
- Série TV d'animation Le Petit Blond avec un mouton blanc, de Éloi Henriod (Arte)
- Téléfilm Lili David, de Christophe Barraud (France 3)
- Documentaire Cinéma Les nouveaux chiens de garde, long métrage de Gilles Balbastre et Yannick Kergoat (nommé aux Césars)
- Court métrage Antoine et les héros, de Patrick Bagot,
- Court métrage Michèle Mercier, l'insoumise, documentaire de Jean-Yves Guilleux, Ego Productions (Ciné plus, Paris Première, Stylia)

2011
- Album Wildmimi : Rêves et phantasmes d'une chaussure ordinaire, Chant du monde
- Album Joseph d'Anvers : Rouge fer, Atmosphériques
- Album Daphné : Bleu Venise, Polydor-universal
- Documentaire Cinéma Crazy Horse, long métrage de Fred Wiseman

2010
- Album L'oiseau Bleu : The Battle of The War, Tôt ou tard
- Album Bernard Lavilliers : Causes perdues et musiques tropicales, Barclay-universal
- Album Robin Leduc : Hors Pistes, Tôt ou tard
- Théâtre Musical Les Sea Girls fêtent la fin du monde, mise en scène de Patrick Haudecœur
- Album Tom Poisson : Trapéziste, LQCG-La Familia-L'autre Distribution

2009
- Musique du cabaret Crazy Horse Saloon Désirs, mise en scène de Philippe Decouflé
- Album Kent : Panorama, Thoobett/ L'autre distribution
- Album Maurane : Nougaro ou l’espérance en l'homme, Polydor/ Universal
- Album Vanessa Paradis : Il y a (single), Barclay (Prix de l'UNAC 2010)
- Album Vanessa Paradis : Best of, Barclay
- Album Hommage à Boris Vian : On n'est pas là pour se faire engueuler !, AZ/ Universal
- Album Gaspard LaNuit : Comme un chien, Anticraft
- Album Remix/ François De Roubaix : Chansons de films, Universal Jazz

2008
- Vanessa Paradis : I Love Paris (publicité Aéroports De Paris), Barclay
- Album Julien Doré : Ersatz, Sony/BMG
- Théâtre MusicalLes Sea Girls, Avignon
- Tati's Concert (feat. Matthieu Chedid), La Cinémathèque Française
- Jazz à FIP générique Dans l'enfer du 105
- Album Batlik : En mâchant bien (live), A brûle Pourpoint
- Album Kent : L'homme de mars, AZ-Universal
- Album Daphné : les phénix, Polydor

2007
- Album Remix La grande lessive de François de Roubaix, Universal Jazz
- Album Emily Loizeau : Pocahontas, Fargo
- Court Métrage Dunk, court métrage de Patrick Bagot
- Concerts L'orchestre de la Boule Noire
- Paris / Nuit Blanche avec Xavier Veilhan, et Sébastien Tellier
- Théâtre Le dindon de Georges Feydeau, mise en scène de Thomas Ledouarec (la nouvelle Ève)

2006
- Album Jeanne Cherhal : L'eau, Tôt ou tard
- Théâtre La folle et véritable vie de Luigi Prizotti d'Édouard Baer et Sa Troupe (La Cigale, Les folies bergère)
- Sébastien Tellier : Run To The Sun Feat. Hugh Coltman (Scizors Sisters UK remix), Record Makers
- Remix Un singe en hiver + Mélodie en sous-sol de Michel Magne, Universal Jazz

2005
- Album Brisa Roché : The chase, EMI-Blue Note Records
- Album Kent : Bienvenue au club, AZ-Universal
- Album Gaspard LaNuit : Il était temps, Disques Deluxe-Discograph
- Long Métrage Emmenez-moi, long métrage d'Edmond Bensimon avec Gérard Darmon, Zinedine Soualem...

2004
- Album Émilie Simon : Flowers Never Die, Barclay
- Album Tom Poisson : Tom 2, Besides
- Théâtre Musical Splendeur et mort de Joaquin Murieta de Pablo Neruda (Avignon 2004) par la Troupe du Phénix, mise en scène d'Anne Bourgeois

2003
- La Troupe du Phénix : Splendeur et mort de Joaquin Murieta, autoproduit
- Court Métrage Dédale Party, court métrage de Renan Valendil (France 2)
- Théâtre La nuit des rois de William Shakespeare (Avignon 1999) par la Troupe Du Phénix, mise en scène d'Anne Bourgeois

2000
- La Troupe Du Phénix : Le Petit Monde de Georges Brassens, Universal

1999
- Album Le Rural Swing Couartette : Viens là, La Ferm'
- Album La Troupe Du Phénix : La nuit des rois, autoproduit

## Musiques de films
2017
- L'Amour Volant court métrage de Antoine Denis (Asa Films)
- Le Monde Durable Sera Culturel court métrage de Caroline Pauchant & Clémence Gandillot (Ministère de la Culture)

2016
- Dieumerci_!  de Lucien Jean-Baptiste (Vertigo Productions/ Wild Bunch)

2013
- Tirez la langue, mademoiselle de Axelle Ropert (avec Barbara Carlotti & Philippe Katerine)

2012
- Le Petit Blond avec un mouton blanc, Série TV d'animation de Eloi Henriod (Arte)
- Lili David, téléfilm de Christophe Barraud (France 3)
- Les nouveaux chiens de garde, long métrage de Gilles Balbastre et Yannick Kergoat
- Antoine et les héros, court métrage de Patrick Bagot,
- Michèle Mercier, l'insoumise, documentaire de Jean-Yves Guilleux, Ego Productions (Ciné plus, Paris Première, Stylia)

2011
- Crazy Horse, long métrage de Fred Wiseman

2007
- Dunk, court métrage de Patrick Bagot

2005
- Emmenez-moi, long métrage d'Edmond Bensimon avec Gérard Darmon, Zinedine Soualem...

2003
- Dédale Party, court métrage de Renan Valendil (France 2)

## Musiques de Spectacle
2019
- Les Sea Girls au pouvoir, création musicale

2014
- La Troupe du Phénix, Le petit monde de Renaud (arrangements et direction musicale)
- Comédie Musicale Love Circus (arrangements et direction musicale)

2010
- Les Sea Girls fêtent la fin du monde, mise en scène de Patrick Haudecœur

2009
- Crazy Horse Saloon Désirs, mise en scène de Philippe Decouflé

2008
- Les Sea Girls, Avignon
- Tati's Concert (feat. Matthieu Chedid), La Cinémathèque Française

2007
- L'orchestre de la Boule Noire
- Paris / Nuit Blanche avec Xavier Veilhan, et Sébastien Tellier
- Le dindon de Georges Feydeau, mise en scène de Thomas Ledouarec (la nouvelle Ève)

2006
- La folle et véritable vie de Luigi Prizotti d'Édouard Baer et Sa Troupe (La Cigale, Les folies bergère)

2004
- Splendeur et mort de Joaquin Murieta de Pablo Neruda (Avignon 2004) par la Troupe du Phénix, mise en scène d'Anne Bourgeois

2003
- La nuit des rois de William Shakespeare (Avignon 1999) par la Troupe Du Phénix, mise en scène d'Anne Bourgeois